# Carin Göring

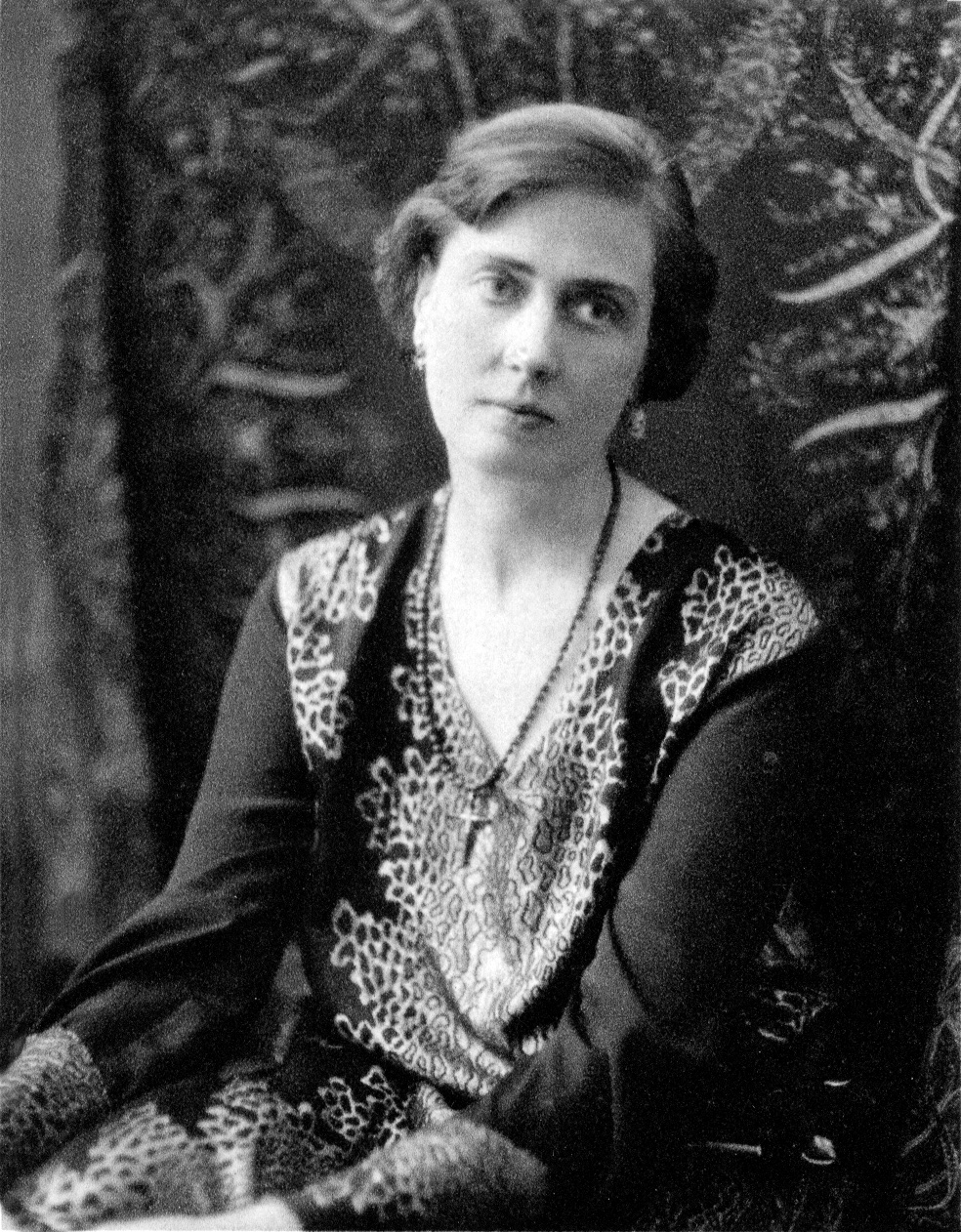
Henry B. Goodwin: Carin Göring, 1927

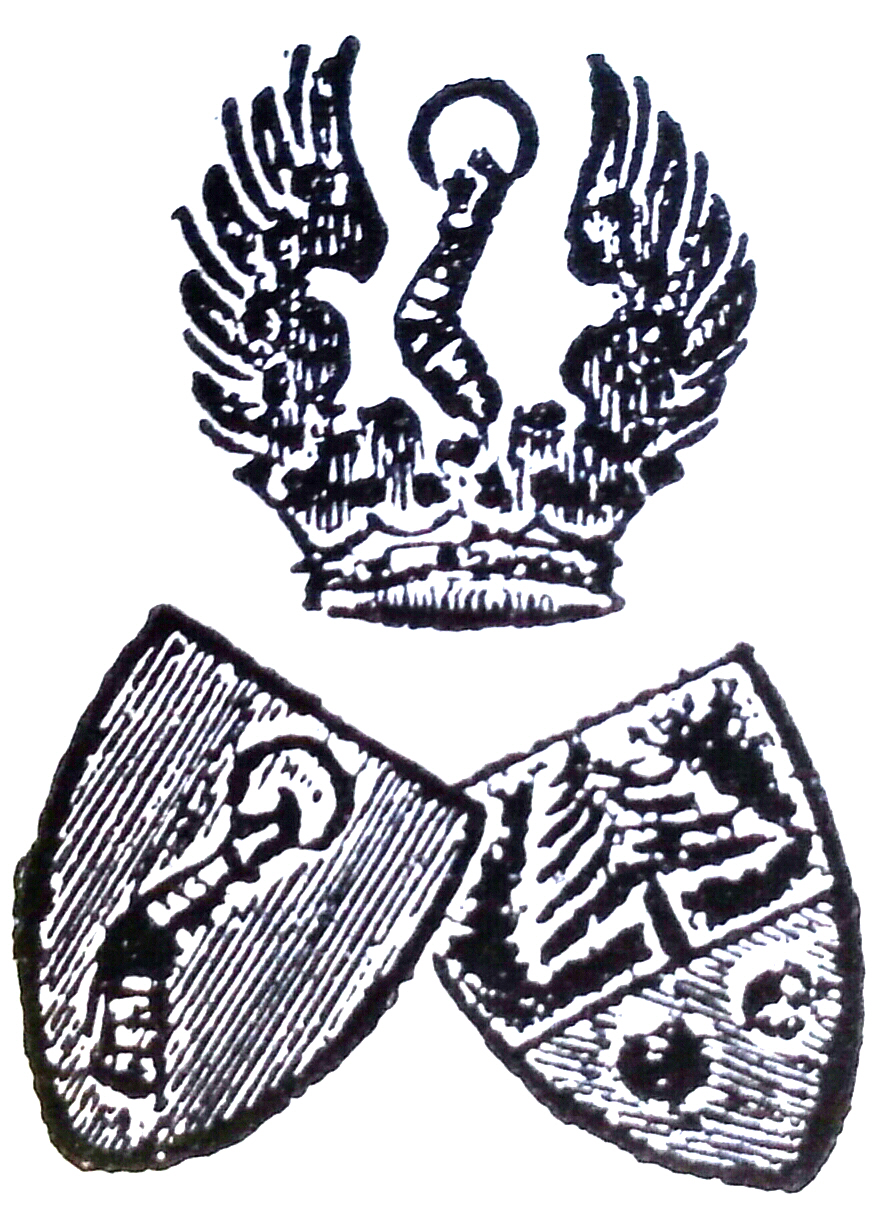
Das Wappen der Familie Göring (links) und das Wappen der Familie Fock (rechts) auf dem Kopf eines Briefes Hermann Görings an seine Schwiegermutter, Januar 1926

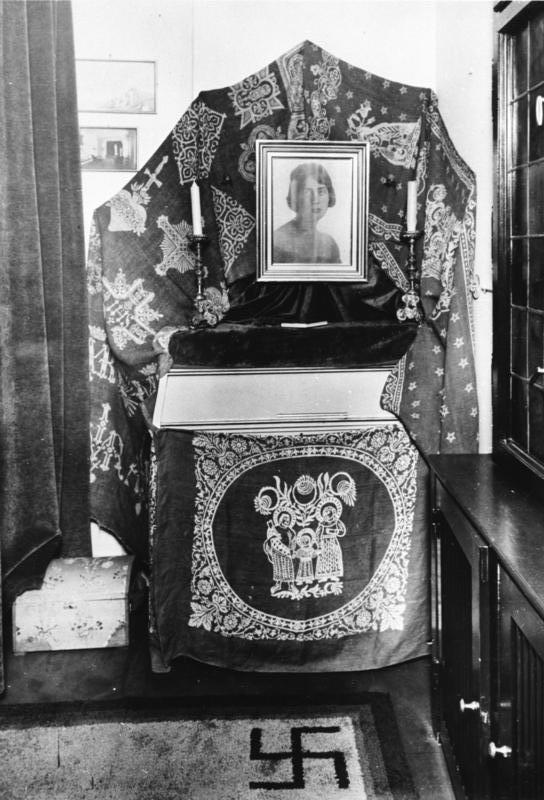
Schrein für Carin Göring in der Wohnung von Hermann Göring am Kaiserdamm in Berlin, auf dem Teppich ein Hakenkreuz, 1931

Carin Axelina Hulda Göring, bis 1922 Carin Freifrau von Kantzow (geborene Freiin Fock; * 21. Oktober 1888 in Stockholm; † 17. Oktober 1931 ebenda), war die erste Ehefrau von Hermann Göring.

## Leben
Carin Göring wurde 1888 in Stockholm als Tochter des Obersten und Regimentskommandeurs Freiherr Carl Alexander Fock und seiner irischen Frau Huldine Beamish geboren. Die Familie Fock war im 19. Jahrhundert aus Westfalen nach Schweden ausgewandert. Carin hatte vier Schwestern: Fanny, Elsa, Mary und Lily. 1910 heiratete Carin Fock den Berufsoffizier Niels Gustav Freiherr von Kantzow; 1912 kam das einzige Kind der beiden zur Welt, Thomas von Kantzow († 1973).
Im Februar 1920 hielt Carin von Kantzow sich bei ihrer Schwester Mary von Rosen auf Schloss Rockelstad auf. Dort traf sie Hermann Göring, einen hochdekorierten Jagdflieger des Ersten Weltkrieges, der zu dieser Zeit bei der Svensk Lufttrafik Chefpilot war und dazu ein Lufttaxi betrieb, mit dem er Carins Schwager Eric von Rosen im Februar 1920 nach Schloss Rockelstad geflogen hatte. Carin von Kantzow und der vier Jahre jüngere Göring verliebten sich ineinander und schon wenige Monate später reisten sie nach München, wo Carin Görings Mutter vorgestellt wurde. Franziska Göring kritisierte ihren Sohn wegen seines Ehebruchs und verlangte von ihm, die Beziehung zu beenden. Sie hatte selbst jahrelang eine Dreiecksbeziehung mit ihrem Ehemann und einem Liebhaber geführt.
Die Liebesbeziehung zwischen Carin von Kantzow und Göring hielt; im Dezember 1922 wurde Carin von ihrem Mann geschieden und am 25. Januar 1923 heiratete sie Göring in Stockholm. Die Trauung wurde am 3. Februar 1923 am neuen Wohnort der Görings in Obermenzing bei München wiederholt. Carin Görings zehnjähriger Sohn Thomas blieb in Schweden zurück. Mit finanzieller Hilfe ihres geschiedenen Mannes bezogen die Görings eine kleine Villa in einem Münchener Vorort, im Grünen gelegen, da Carin Göring unter Angina pectoris, Asthma und Rheuma litt, was ihr keine längeren Aufenthalte in der Stadt erlaubte. Zur Schonung seiner früheren Frau bezahlte Niels von Kantzow sogar ein Auto einschließlich Chauffeur.
Bald darauf lernte Göring Adolf Hitler kennen, damit begann das Engagement der Eheleute Göring für Hitler und die NSDAP. Carin Göring schwärmte von Hitler als „Genie voller Liebe zur Wahrheit“ und bezeichnete ihn als „ritterlich“ und als den Einzigen, auf den sie alle Hoffnung setze. Bereits am Hitler-Ludendorff-Putsch im November 1923, der zum zeitweiligen Verbot der NSDAP führte, war Hermann Göring führend beteiligt und musste anschließend untertauchen.
Bei dem Putsch war Hermann Göring schwer verletzt worden und erhielt in einem österreichischen Krankenhaus Morphium. Daraus resultierte eine Morphiumsucht, an der er bis Ende der 1920er Jahre litt. Da Göring in Deutschland steckbrieflich gesucht wurde, ließ sich das Paar in Schweden nieder. Dort machte Hermann Göring auf Kosten seines Schwiegervaters mehrere Entziehungskuren und wurde im Herbst 1925 als geheilt entlassen, aber schon bald darauf wieder rückfällig. Im Jahr darauf konnte er aufgrund der Hindenburg-Amnestie nach Deutschland zurückkehren.
Ab 1928, als Göring Spitzenkandidat der NSDAP wurde, ging es mit den Görings wieder aufwärts. Carin kam von Schweden nach Berlin, um die neuen Triumphe ihres Mannes miterleben zu können. Sie führten fortan ein aufregendes gesellschaftliches Leben. Da sie mittlerweile schwer krank war, wurde ihr dies jedoch bald zu anstrengend. Im Sommer 1931 reisten die Görings nach Schweden, wo Carins Mutter am 25. September vollkommen unerwartet starb. Carin Göring erholte sich von diesem Schock nicht und starb wenige Wochen später am 17. Oktober 1931 an Tuberkulose. Sie wurde zunächst in Schweden beigesetzt. Nachdem dort angeblich ihr Grab geschändet worden war, errichtete Hermann Göring ein Mausoleum bei seinem Landsitz Carinhall. Ihre Schwester Fanny von Wilamowitz-Moellendorff schrieb einen panegyrischen Nachruf für sie. Dieser Nachruf wurde bis 1943 733.000 Mal verkauft. Göring benannte seine Yachten nach ihr, der kleineren Carin folgte 1937 die Luxusyacht Carin II.
Ende April 1945 ließ Göring Carinhall samt Mausoleum in die Luft sprengen, um einer Inbesitznahme durch die anrückende Rote Armee zuvorzukommen; Carins Leiche war zuvor im naheliegenden Wald begraben worden. 1951 wurde dort eine Leiche gefunden, die für diejenige Carin Görings gehalten wurde. Sie wurde eingeäschert und im ursprünglichen Grab in Schweden bestattet. 1991 jedoch stießen Schatzsucher auf einen Sarg mit menschlichen Überresten; diese wurden zur Untersuchung nach Schweden verbracht. 2012 wurden die Leichenteile, u. a. mit Hilfe einer DNA-Analyse, als von Carin Göring stammend identifiziert.

## Schulbenennungen
In der Zeit des Nationalsozialismus wurden diverse Schulen nach Görings verstorbener Frau benannt, unter anderem eine Handelsschule in Mannheim (ab 1935: Carin-Göring-Schule) und das heutige Ricarda-Huch-Gymnasium in Krefeld (ab 1938: Karin-Göring-Schule).